# طيران ترانسات
طيران ترانسات (بالإنجليزية: Air Transat)‏ هي شركة طيران يقع مقرها بمونتريال، كيبك، كندا. تأسست عام 1986، وهي تدير رحلات مجدولة وعارضة إلى 60 وجهة في 25 دولة. وتعود ملكية الشركة إلى إيه تي ترانسات. وتتخذ من مطار مونتريال الدولي مركزا لها إضافة إلى مطار تورونتو بيرسون الدولي ومطار فانكوفر الدولي. وتركز عملياتها نحو كل من مطار كالغاري الدولي ومطار مدينة كيبيك جان ليساج الدولي.

## التاريخ

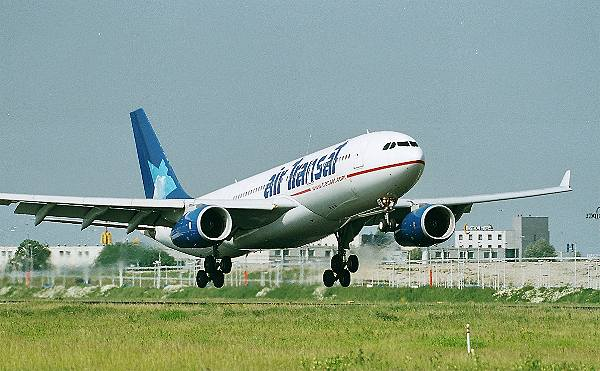
طائرة تابعة لطيران ترانسيات بالمظهر القديم تهبط في مطار سخيبول أمستردام

أسس فرانسوا ليغو الشركة في ديسمبر 1986. وكانت رحلتها الافتتاحية في 14 نوفمبر 1987 من مونتريال إلى أكابولكو. بعد 6 سنوات، تولت الشركة قاعدة طيران نوليس لصيانة الطائرات. وتتعامل اليوم مع 2.5 مليون مسافر سنويا. وهي من بين الشركات الفرعية التي تملكها إيه تي ترانسات، كترانسات هوليدايز ونوليتورز وجونفيو كندا. وهي تعمل تحت منظمة (ترانسات كندا للتوزيع) والتي تتخصص في تنظيم وتسويق وتوزيع عطلات السفر. وتضم منظمي الرحلات السياحية ومنافذ البيع بالتجزئة ويقع مقرها في كندا وفرنسا. تمتلك ترانسات كنادين أفير وهي الجهة المسؤولة عن المرشدين السياحيين في المملكة المتحدة والتي تتخصص في السفر إلى كندا عبر أسطولي كل من طيران ترانسات وخطوط توماس كوك الجوية.
تعد اليوم طيران ترانسات واحدة من أكبر شركات الطيران في كندا، بعد شركة طيران كندا وطيران كندا جاز وجيت ويست، وتشغل 2,667 موظفا. وهذه شركة الطيران الوحيدة في كندا التي تشغل أسطولا يتكون من طائرات ذات البدن الواسع ، وواحدة من تسعة في العالم.

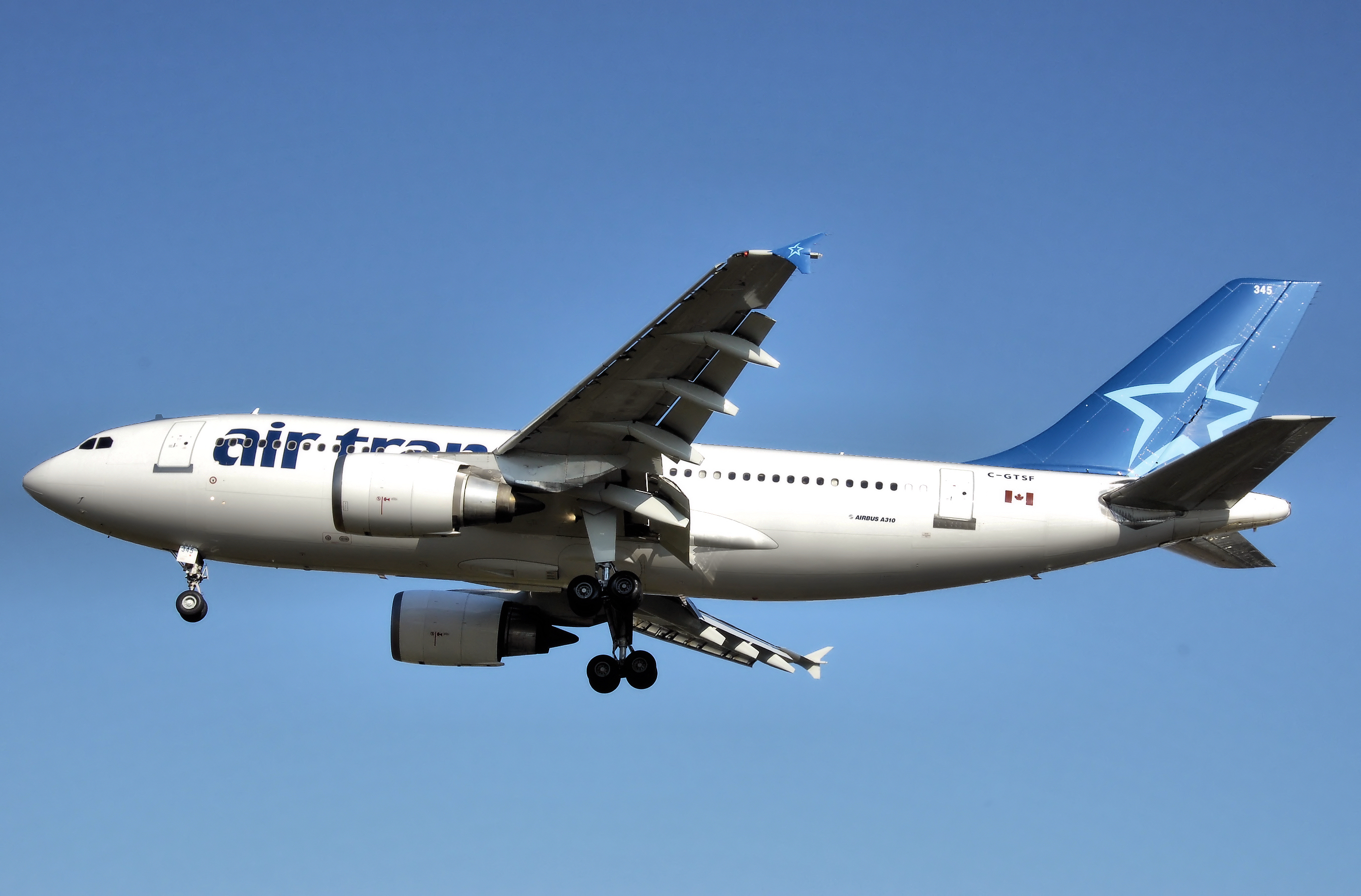
إيرباص إيه 310 المظهر الجديد

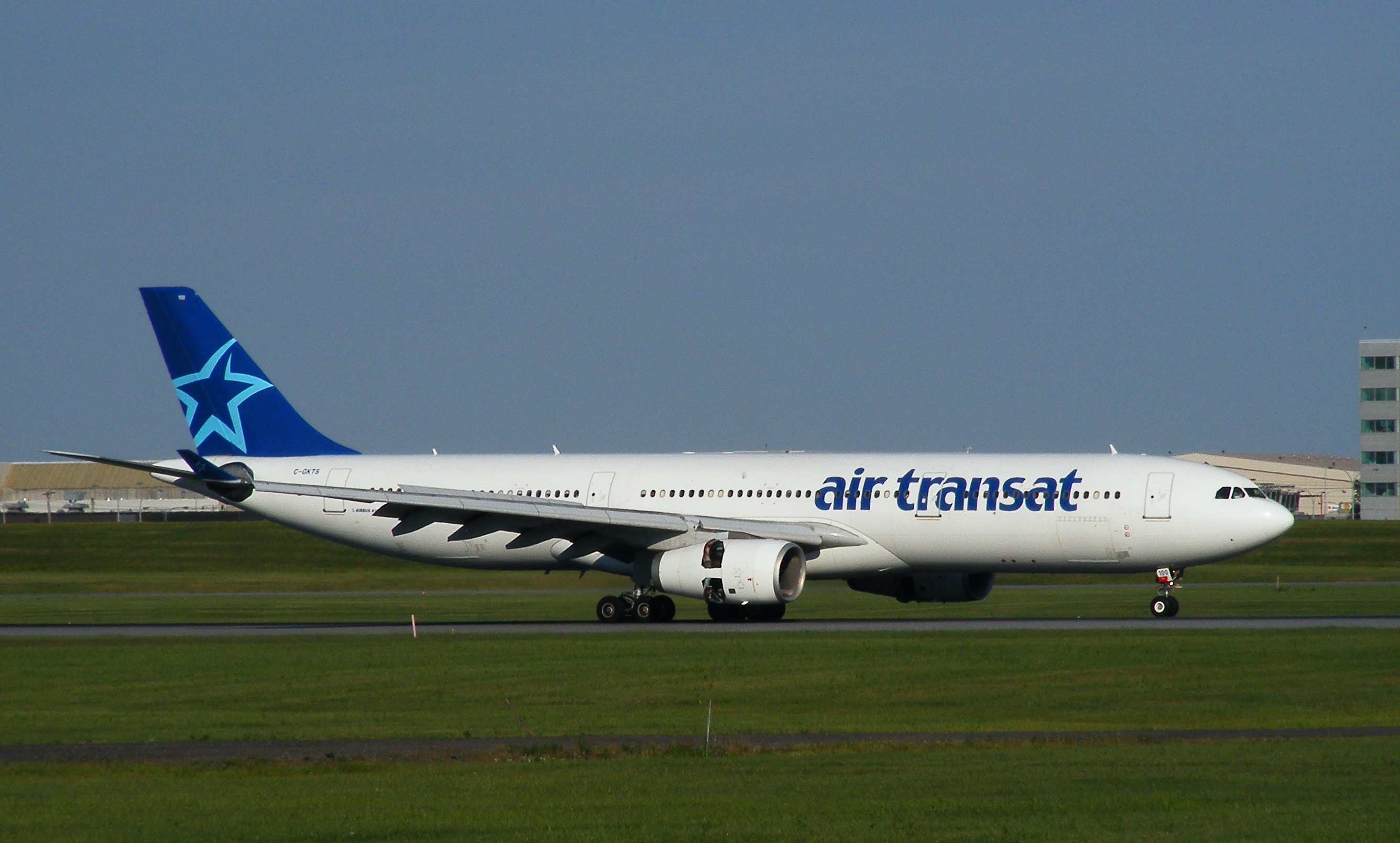
طائرة إيه 300-330 تهبط في مطار مونتريال بيير إليوت ترودو الدولي

## الأسطول

### الأسطول الحالي
اعتبارًا من أكتوبر 2022، تشغل شركة طيران ترانسات أسطولًا من طائرات إيرباص يتكون من الطائرات التالية:
| الطائرة                  | في الخدمة | مطلوبة | الركاب       | الركاب     | الركاب     | ملاحظات                                    |
| الطائرة                  | في الخدمة | مطلوبة | رجال الأعمال | السياحية   | المجموع    | ملاحظات                                    |
| ------------------------ | --------- | ------ | ------------ | ---------- | ---------- | ------------------------------------------ |
| إيرباص إيه 321           | 7         | —      | 2            | 196        | 198        | فئة النادي متاحة فقط على الرحلات الداخلية. |
| إيرباص إيه 321           | 7         | —      | —            | 198        | 198        | فئة النادي متاحة فقط على الرحلات الداخلية. |
| إيرباص إيه 321 إل أر     | 12        | 7      | 12           | 187        | 199        | يبدأ التسليم في 2019.                      |
| إيرباص إيه 321 إكس إل أر | —         | 3      | يعلن لاحقًأ   | يعلن لاحقًأ | يعلن لاحقًأ | تبدأ عمليات التسليم في عام 2025.           |
| إيرباص إيه 330-200       | 11        | —      | 12           | 333        | 345        | [ 17 ]                                     |
| إيرباص إيه 330-200       | 11        | —      | 12           | 320        | 332        | [ 17 ]                                     |
| إيرباص إيه 330-300       | 1         | —      | 12           | 334        | 346        | [ 18 ]                                     |
| إيرباص إيه 330-300       | 1         | —      | 12           | 365        | 375        | [ 18 ]                                     |
| المجموع                  | 31        | 10     |              |            |            |                                            |

بالإضافة إلى ذلك، لا تزال طائرة بوينغ 737-800 مسجلة لشركة ترانسات عن إدارة كندا للنقل ولكنها غير مدرجة على موقع طيران ترانسات الرسمي.

### الأسطول التاريخي
قامت شركة ترانسات بتشغيل العديد من أنواع الطائرات الأخرى في الماضي، بما في ذلك:
- إيرباص إيه 310-300
- إيرباص إيه 320
- بوينغ 727
- بوينغ 737-400
- بوينغ 737-500
- بوينغ 757
- لوكهيد إل-1011 تراي ستار-1
- لوكهيد إل-1011 تراي ستار-500

## الحرائق والحوادث
- يوم 24 أغسطس 2001، طيران ترانسات الرحلة 236، قامت طائرة تضم 306 أشخاص بين ركاب وأفراد الطاقم إيرباص إيه 330 بهبوط اضطراري بدون قوة المحرك بسبب نفاذ الوقود فوق المحيط الأطلسي[20] في طريقها من تورنتو إلى لشبونة وكان ذلك في جزر الأزور، وهبطت بنجاح في قاعدة لاجس الجوية وتحديدا على جزيرة تيرسايرا، وتم إخلاء الطائرة في 90 ثانية ونجا جميع الركاب الـ 306 الذين كانو على متنها. وكشف التحقيق أن سبب الحادث هو تسرب الوقود في المحرك رقم 2 بسبب تثبيت أحد قطع الغيار في النظام الهيدروليكي للطيران بشكل غير صحيح من قبل موظفي الصيانة في شركة ترانسات. وقيل أن قطاع الغيار لم يحافظ على وظيفته والتي تتمثل في الفصل ما بين النظام الهيدروليكي والوقود ليتسبب بذلك الاهتزاز في النظام الهيدروليكي ويقطع الأنبوب الناقل له ويتسبب في تسرب النفط. وتم إصلاح الطائرة وهي الآن لا تزال في الخدمة مع طيران ترانسات.
- يوم 6 مارس 2005، طيران ترانسات الرحلة 961، شهدت طائرة إيرباص إيه 310 فشلا في هيكل الدفة أثناء إحدى الرحلات من كوبا إلى مدينة كيبك وتقل على متنها 261 راكبا، وقفل أفراد الطاقم راجعين إلى فاراديرو بكوبا حيث هبطوا بأمان. وقد ثبت أنه لم يتم استخدام الدفة بطريقة غير عادية كاستعمال القوة معها من قبل الطاقم خلال الرحلة، ويذكر أيضا أنه لم يتم إيجاد أي خلل يذكر قبل الحادث ولا في نظام مثبط الانعراج.[21] التحقيق الذي أعقب هذا الإجراء خلص بنتيجة أن الشركة المصنعة للدفة لم تكن مراقبة بشكل كاف.[22] وقد تم تغيير إجراءات التفتيش لهياكل الطائرة التابعة لشركات الطيران بسبب هذا الحادث.

## وصلات خارجية
- الموقع الرسمي
- الأسطول